# Ctypansa myodes
Ctypansa myodes là một loài bướm đêm trong họ Noctuidae.